# Мітиленська фортеця
Мітиленська фортеця (грец. Φρούριο της Μυτιλήνης) або Мітиленський замок (грец. Κάστρο της Μυτιλήνης) — одна з найбільших фортець Середземномор'я площею 20 гектарів, розташована в місті Мітилена на грецькому острові Лесбос, Північні Егейські острови.

## Історія
Мітиленська фортеця розташована на пагорбі між північним та південним портами міста. Вважається, що первинна фортеця спроектована у візантійські часи та побутована на вершині стародавнього акрополя. До сьогодні з візантійських часів збереглися ворота на північніх стінах, східна стіна центрального укріплення та водосховище в середньому замку.
Перші значні зміни у фортеці в 1373 році зробив Франческо I Гаттілузіо з впливої генуезької родини Гаттілузіо, який отримав острів як придане своєї дружини Марії — сестри імператора Іоанна V Палеолога в 1355 році. Фортеця була зруйнована внаслідок землетрусу в 1384 році, під час якого Франческо, Марія та двоє їх старших синів загинули, а в живих з родини правителів залишився тільки молодший син Джакомо. Фортеця була відновлена в період до 1403 року та далі розбудовувалась. Зокрема Доменік Гаттілузіо (1445-1458) та його брат Ніколаос Гаттілузіо (1458-1462) розмістили на мурах фортеці гармати, на стінах та бастіонах були утворені бійниці, викопаний оборонний рів, збудований донжон. Замок був обстріляний і захоплений османами в 1462 році. У 1501 році султан Баязид II відновив фортецю, пошкоджену під час Османсько-венеційської війни (1499–1503), побудував дві великі круглі вежі де розташував гармати та звів нові стіни.
Нове будівництво для модернізації замку було розпочато в 1643-1644 рр. Бекір-пашею за часів султана Ібрагіма I. Вони провели ремонт стін, звели нову стіну перед існуючою стіною. Перед цими новими спорудами був створений глибокий широкий рів. Потім були внесені інші зміни та доповнення, найважливіші з яких здійснені в 1677 році. Зокрема, додано нижні північні ділянки укріплень. Як будівельні матеріали використано залишки античного театру Мітилени. У 1756 році адмірал Курамаджі добудував багатокутну вежу біля гавані. Також фортеця у 1765-1766 роках ремонтувалась після чергового землетрусу.
Фортеця мала військовий характер, на що вказують казарми, побудовані біля медресе та склад пороху. Однак її стіни були недостатньо товстими або міцними, щоб витримати обстріл з гармат, особливо з боку моря.
Острів був захоплений Грецією під час Першої Балканської війни, 8 листопада 1912 р. Після 1912 р. фортеця використовувалася як джерело будівельного матеріалу для будівництва житла біженців, що поступово призвело до її спустошення. Фортеця заселялася невдовзі після Другої світової війни, в ній існували також публічні будинки (закриті з 1980-х років).
В даний час замок визначений історичною пам’яткою, використовується для місцевих літніх фестивалів і функціонує як туристична цікавинка.

## Архітектура
Фортеця розділена на три секції:

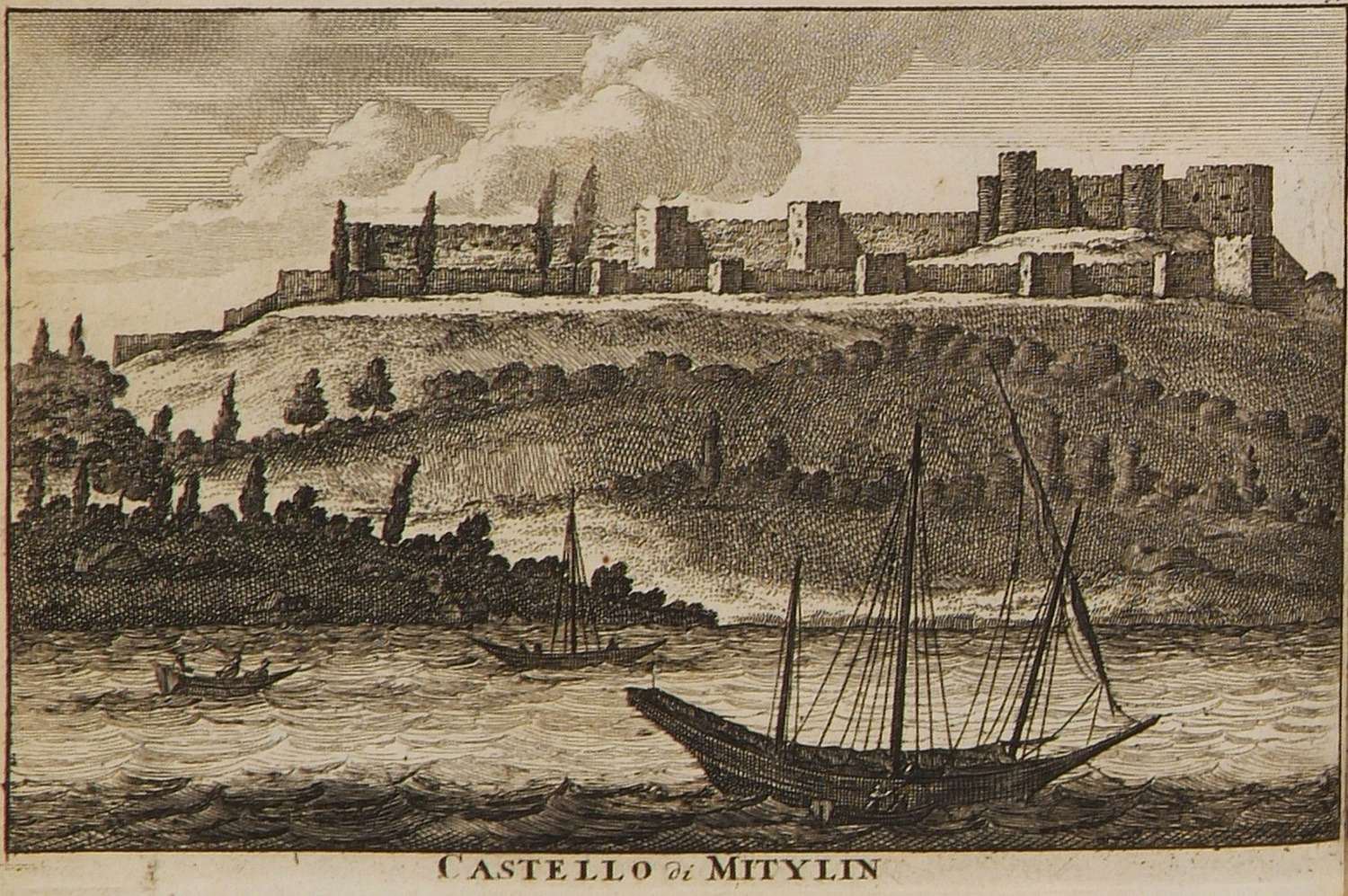
Зображення фортеці (1714 р.)

- Акрополь або Верхній замок, розташований на півночі на найвищій точці пагорба. Археологічні дослідження, проведені в 1985 році у цій частині, виявили залишки святилища Деметри;[5]
- Середній замок, здебільшого побудований Франческо I Гаттілузіо, але був модифікований османами;
- Нижній замок на північно-західній стороні був доданий османами в 1644 році. В цій частині також розташовувалась турецька лазня.

У Верхньому замку доповнення Франческо Гаттілузіо включало квадратну кам'яну вежу, прикрашену родинними гербами Гаттілузіота Палеологів.  Середній замок будував Франческо I Гаттілузіо. За османського періоду було кілька добудов, зокрема мечеть Куле; османська семінарія; ісламський монастир дервішів (ханака), медресе, імарет, лазня, пороховий склад, цистерна та фонтан, які збереглися до наших днів. Османи також додали ворота.
До допоміжних резервуарів каналами, які проходили повз дорогу стікала дощова вода, яка потім попадала в цистерну.
На території фортеці є залишки християнських та османських будівель, побідованих одні на інших, зокрема церкви Івана Хрестителя в якій був похований  Франческо I Гаттілузіо і мечеті, збудованої на ній.
Інтер'єр фортеці досліджує Канадський археологічний інститут, який розкопав будівлі архаїчного та класичного періодів, а також залишки середньовічного періоду. У 2000 році розпочалась реконструкція західно-центральної брами та цистерни. Також тривала реставрація інтер’єру пам’ятки.

## Фотогалерея

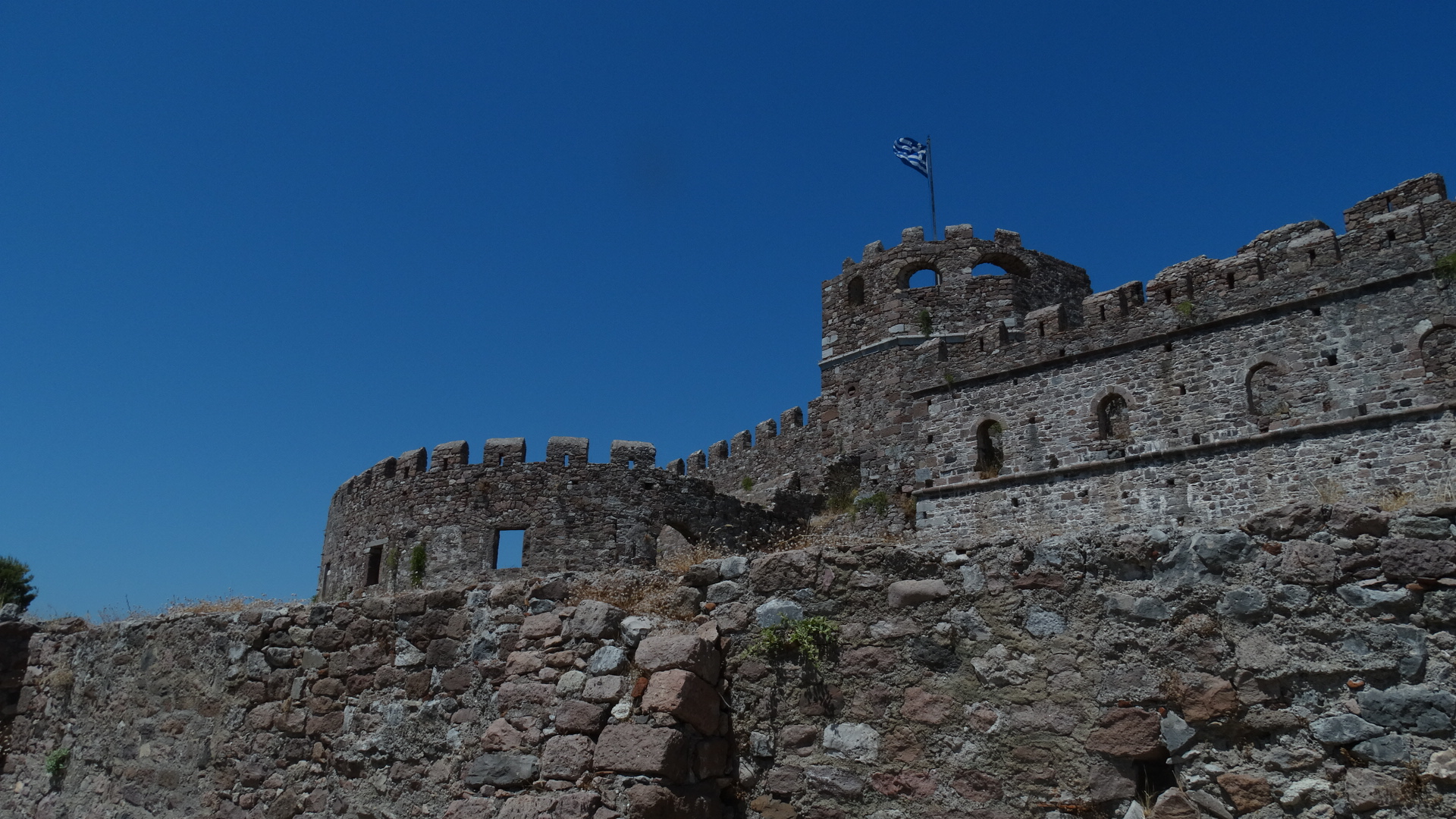
Зовнфшні мури
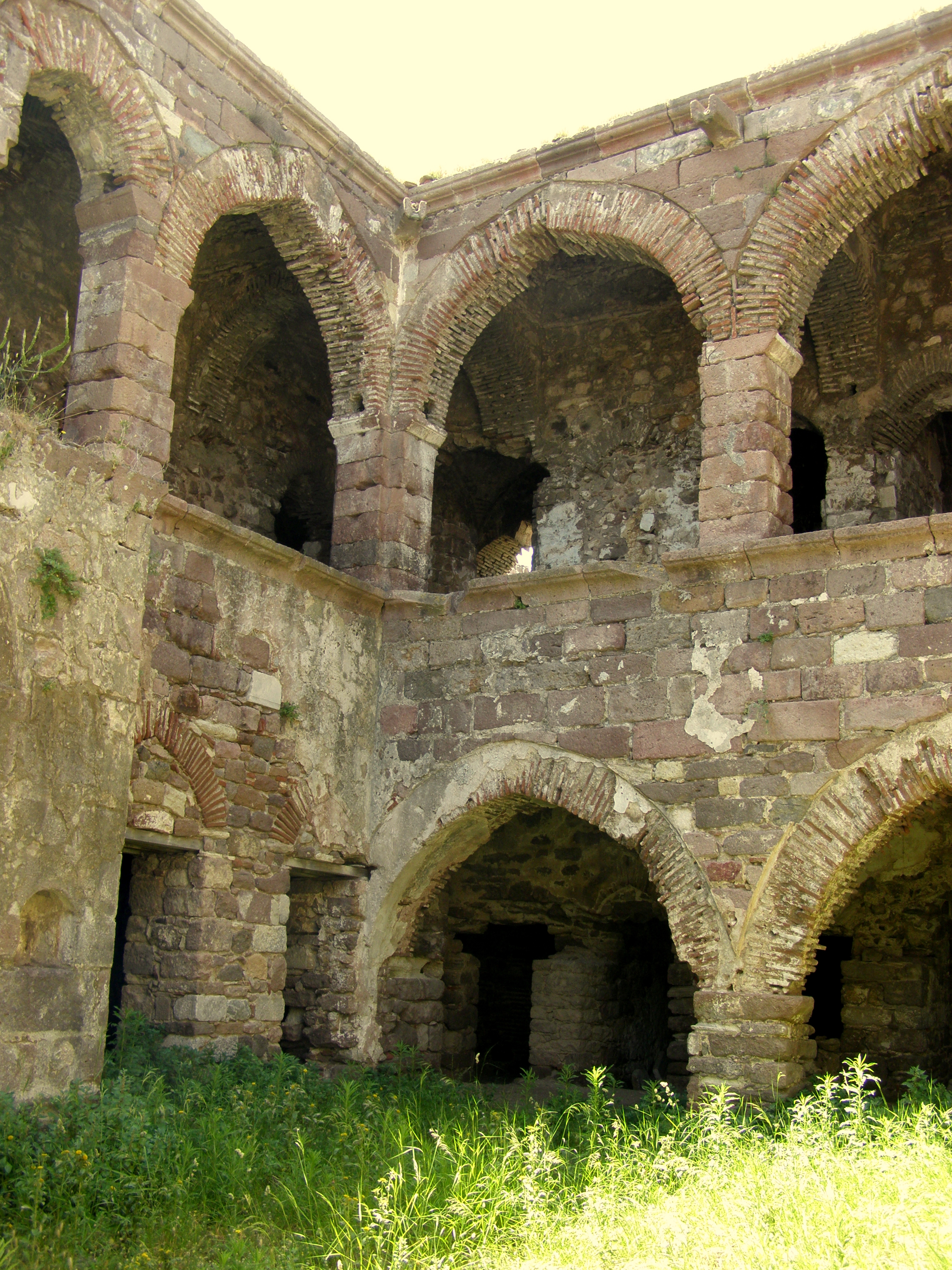
Залишки будівель
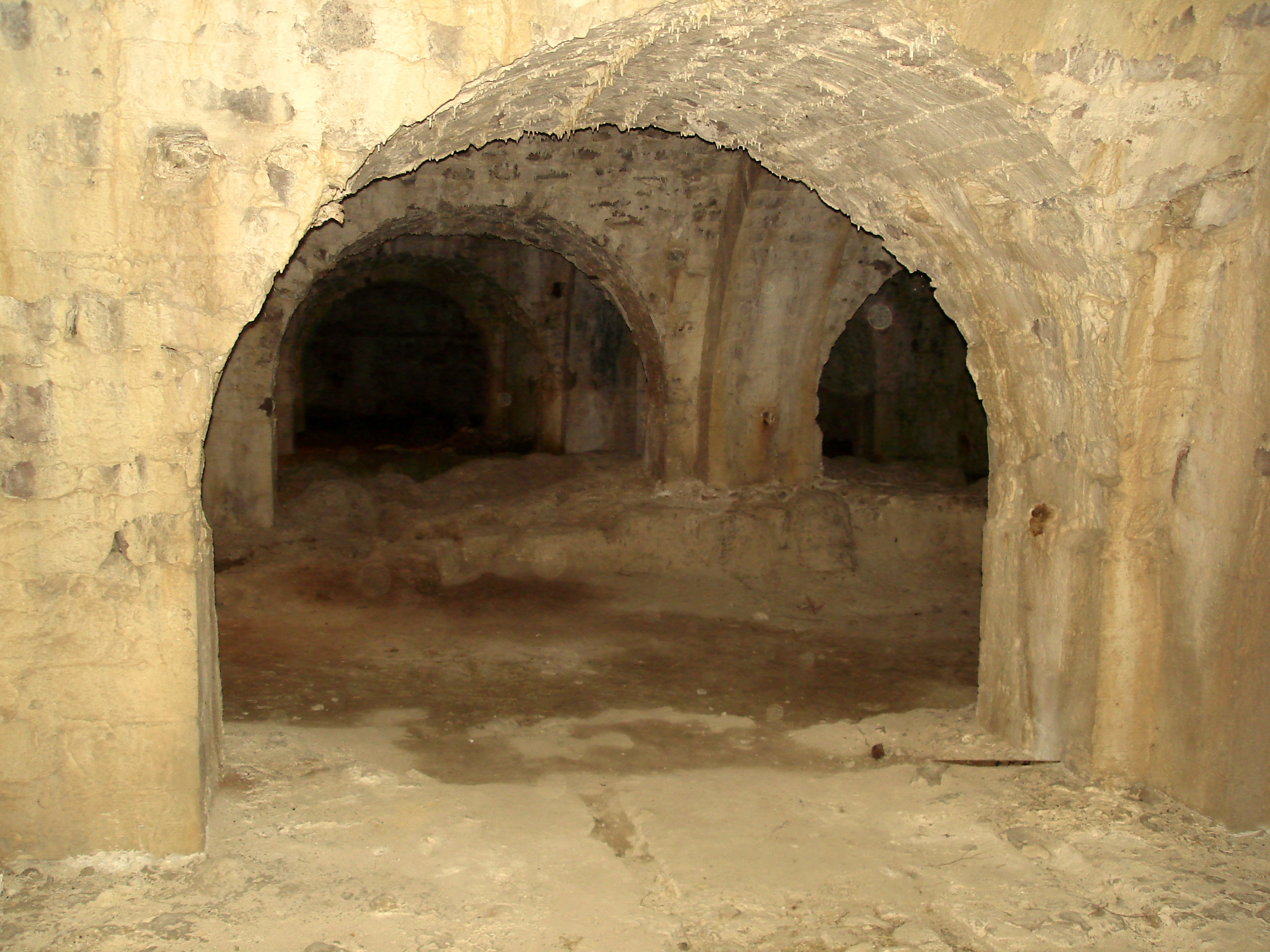
Підземелля фортеці
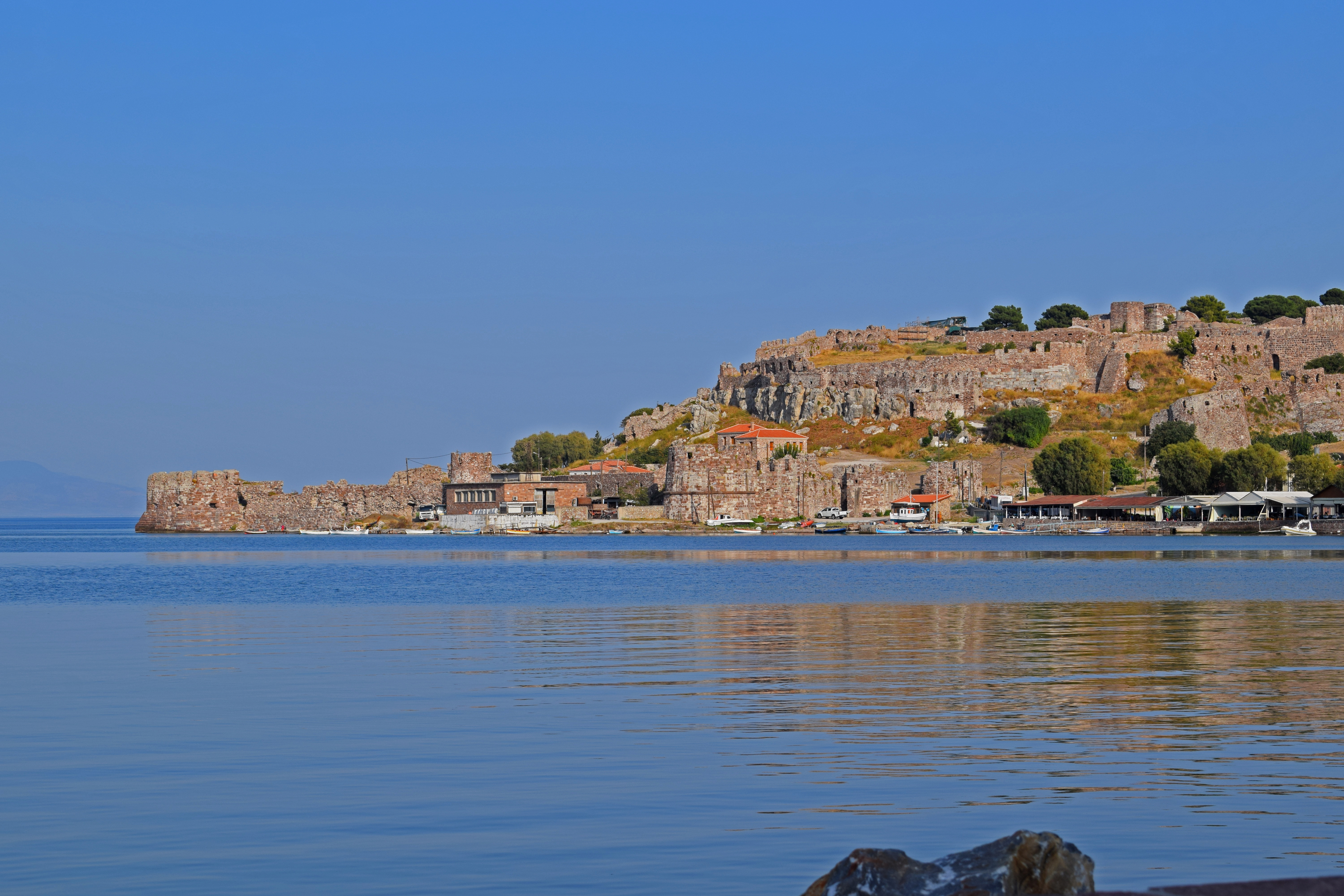
Панорама фортеці
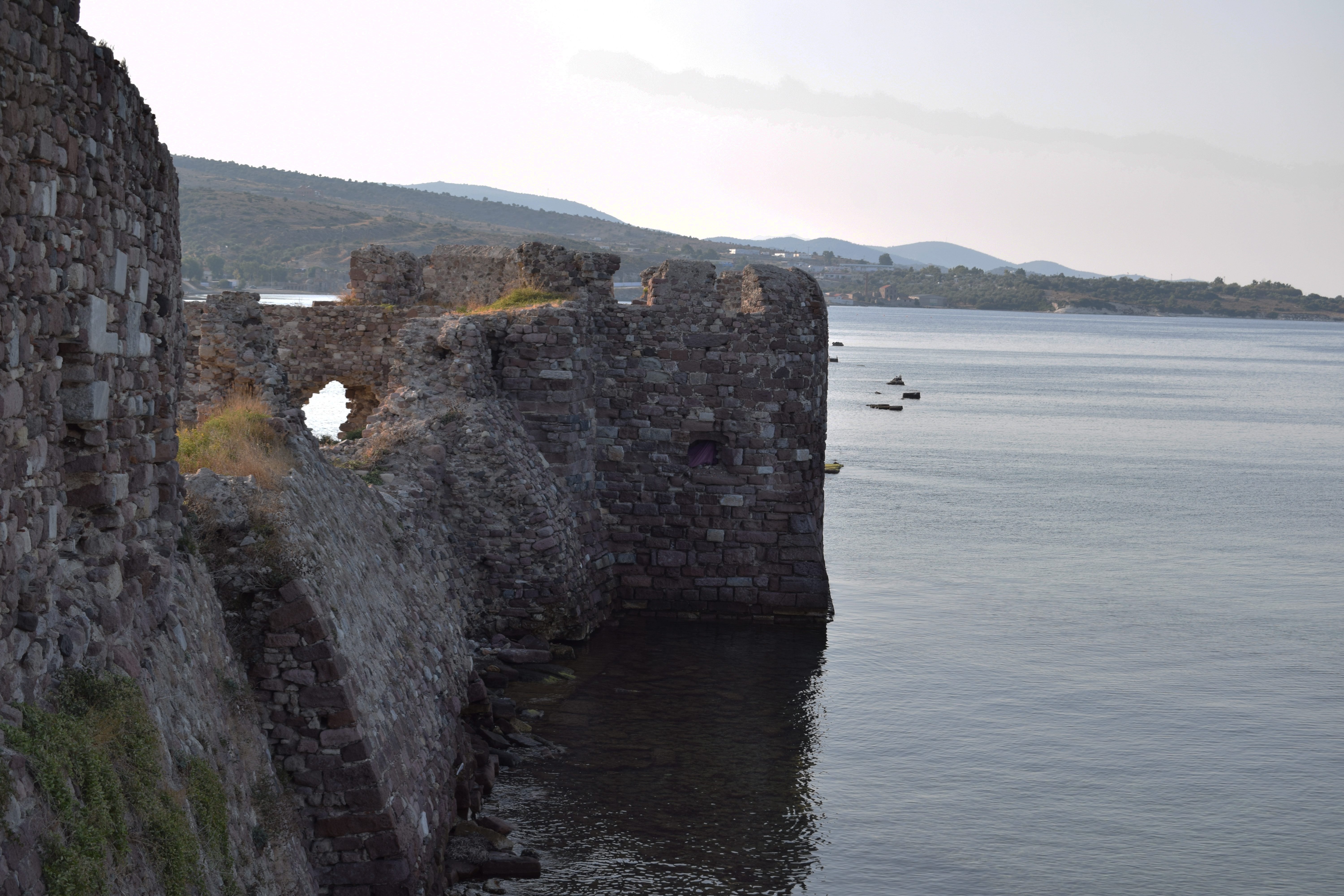
Кутова морська вежа
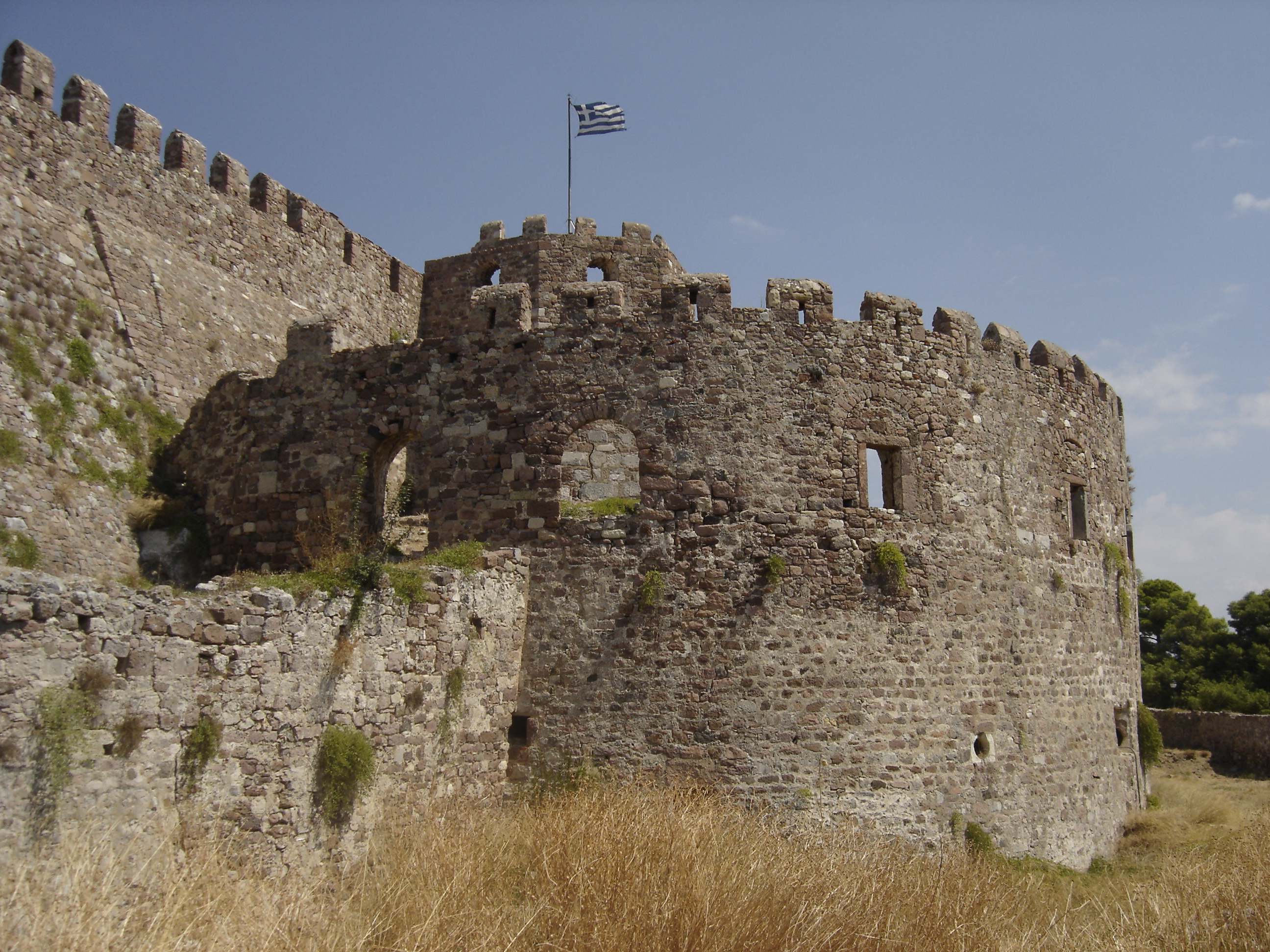
Фортечний бастіон